# Контрольная закупка (телепередача)
«Контро́льная заку́пка» — телепередача, выходившая на «Первом канале» по будням с 11 сентября 2006 года по 16 июля 2018 года под слоганом «Мы не делаем рекламу. Мы делаем контрольную закупку!». Ведущими были Антон Привольнов и Наталья Семенихина (с 6 сентября 2010 года по 16 июля 2018 года).
В 2011—2019 годах программа использовалась для заполнения эфирного времени перед началом нового эфирного дня.
С 7 сентября 2016 года по декабрь 2017 года выходил «журнал умного покупателя» под таким же названием.

## О передаче
В передаче проводились экспертизы товаров от разных производителей. Эксперты из народа, а также опытные эксперты пробовали товары и оценивали их. При народном голосовании все торговые марки были засекречены, но были представлены для телезрителей на специальной таблице, состоящей из нескольких строчек. Как правило, в голосовании участвовало 5 (до 2016 года — 5 или 6, до 2009 года — от 5 до 7) образцов, раунд за раундом их число убавлялось. Также с июля 2007 года работала горячая линия передачи, в которую можно было обратиться за консультацией о качестве товара.
Передача периодически становилась поводом для судебных разбирательств со стороны производителей товаров народного потребления. Шеф-редактор программы Тамара Иванова в 2020 году сообщила, что «многие производители» подавали иски на программу в суды, но все эти иски были отклонены. По словам Ивановой, ежедневная аудитория программы составляла 30 млн человек.
В каждом выпуске несколько раз на экран выводилось предупреждение, подтверждающее отсутствие проявления каких-либо рекламных мотивов в ходе проводимого в передаче исследования:

Внимание! Программа «Контрольная закупка» не сотрудничает с рекламодателями товаров народного потребления, производится только при финансовой поддержке Первого канала и исключительно в интересах телезрителей.
 С 20 февраля 2007 по 16 января 2008 года передача завершалась демонстрацией титров с указанием съёмочной группы. После перехода производства к компании «Катапульта Продакшн» данный сегмент был упразднён.
Изначально передача снималась в неназванном московском супермаркете. С 31 августа 2015 по 29 декабря 2016 года передача снималась в торгово-развлекательном центре «Авиапарк» в Москве.
Первым товаром, испытанным в передаче, был быстрорастворимый кофе, последним — кондитерские изделия «Ромовая баба». Помимо продовольственных товаров, в передаче также периодически принимали участие образцы косметических, моющих средств и бытовой техники от зарубежных производителей.
В 2010 и 2014—2016 годах передача уходила в летний отпуск.
В 2010 году передача не выходила в эфир из-за мусульманских праздников (Ураза-байрам и Курбан-байрам), так как она с этого периода выходила после утреннего выпуска новостей. Место этой передачи заняли вышеуказанные трансляции.

## Закрытие
30 декабря 2016 года был показан новогодний выпуск. С 9 по 13 января 2017 года выходили повторы, после чего с 16 января по 22 февраля 2017 года вместо неё выходило продолжение передачи «Доброе утро».
Ходили слухи о том, что передача закрыта, но спустя несколько дней выяснилось, что передача была не закрыта, а лишь прервана. 27 февраля 2017 года передача вернулась в эфир «Первого канала» и снималась в одном из московских супермаркетов.
Ещё один слух о закрытии передачи был опубликован в августе 2017 года, в свете ухода с телеканала Андрея Малахова и Тимура Кизякова, а также закрытия передач «Пока все дома», «Наедине со всеми», «Жди меня» и «Первая студия», однако информация была опровергнута, и её показ продолжался до 16 июля 2018 года, когда в эфир вышел её последний выпуск.
Вместо «Контрольной закупки» с 3 сентября 2018 по 19 июня 2019 года выходила передача «Сегодня. День начинается» с Родионом Газмановым и Ириной Пудовой. С 10 по 16 октября 2018 года в рамках данной программы Антон Привольнов вёл короткую одноимённую рубрику.
С 20 июля 2018 года по 6 октября 2019 года (вплоть до ухода Антона Привольнова с «Первого канала») периодически в ночное время (для заполнения телеэфирной паузы в межпрограммном промежутке) продолжали выходить повторы выпусков последних лет.

## Сайт передачи
В марте 2012 года был запущен сайт передачи, который работал как полноценная веб-служба о товарах. На сайте был архив всех выпущенных передач, начиная с февраля 2008 года, когда «Контрольную закупку» стал производить «Красный квадрат».
Также на сайте была включена рубрика «Градус цен», в которой представлены товары по ценовым категориям, и раздел «Моя закупка», где пользователи могли самостоятельно выкладывать информацию о товарах и проблемах с ними. Сайт прекратил работу в ноябре 2018 года, спустя несколько месяцев после закрытия передачи.

## Конкурсный отбор
Конкурсная гонка товаров-участников проходила в три этапа: «Отборочный тур», «Полуфинал» и «Финал».
«Отборочный тур» проходил в крупных московских торговых центрах. Товары с засекреченными торговыми марками оценивали обычные покупатели, каждый из которых мог проголосовать только за один из представленных образцов. Выбирая товары по потребительским свойствам, покупатели давали свои комментарии о товарах, часто спорили между собой. По завершении голосования происходил подсчёт результатов. Участники, набравшие наименьшее количество голосов (1-3 товара из выборки), теряли право стать победителем передачи, однако с 2007 года это правило перестало распространяться на товары лёгкой промышленности, бытовой химии, парфюмерно-косметические товары, детские сухие смеси и бытовую технику — делался акцент на то, что в полной мере оценить такие товары в условиях магазина невозможно, и товары этих категорий продолжали конкурс на равных условиях. С выпуска от 31 января 2007 года в «Отборочном туре» также устанавливался лидер (иногда их могло быть два).
В «Полуфинале» и «Финале» передачи образцы в два этапа испытывались в профессиональной экспертной лаборатории. Сотрудники аккредитованных испытательных лабораторных центров исследовали продукцию на соответствие актуальной нормативно-технической документации. Все испытания осуществлялись на платной основе, по их результатам съёмочная группа получала протоколы испытаний (с 2006 по 2008 год фрагменты протоколов демонстрировались в кадре). Сотрудники испытательных лабораторий совместно со съёмочной группой обсуждали результаты испытаний и определяли, какие образцы выбывают из конкурсной гонки, какие проходят в «Финал», а какие становятся победителями передачи (победителями обычно становились от одного до трёх товаров, а часто победителя не оказывалось вовсе). Результаты испытаний кратко комментировали сами сотрудники лабораторий, выступая в качестве экспертов. Они же объявляли финалистов и победителей передачи.
Образцы, которым народное жюри в «Отборочном туре» отдавало наименьшее количество голосов, также подвергались всем испытаниям. Их результаты комментировали эксперты испытательных центров во «Внеконкурсной экспертизе», соглашаясь или не соглашаясь с результатами «Отборочного тура».
Съёмки «Полуфинала», «Финала» и «Внеконкурсной экспертизы» проводились в помещениях лабораторий испытательных центров, а в роли экспертов выступали ответственные исполнители испытаний — инженеры, научные сотрудники, руководители лабораторий. За 12 лет существования передачи в съёмках поучаствовало более 10 лабораторий города Москвы и Московской области.

## Рубрики
Первоначально в передаче существовали следующие рубрики: «Досье» (с февраля 2008 года — «Личное дело») (снята с показа в декабре 2009 года), «Всё под контролем» (в конце 2010 года появилась рубрика «Цена и качество»), «СОВЕТская пятиминутка» (с декабря 2009 года — «Ценная информация»), «Горячая линия» (появилась в июле 2007 года). В феврале 2008 года появилась рубрика «Звёздная закупка» (снята с показа в декабре 2009 года).
С самого начала передачи до выпуска от 19 декабря 2014 года также существовала короткая рубрика, в которой диктор объявлял среднерозничную стоимость изучаемого товара в России и в различных городах страны, почти всегда заканчивая Москвой (дополнительно указывались ценовой минимум и максимум товара в отдельных городах). Первоначально на данной рубрике передача завершалась, с конца 2009 года рубрика шла второй по счёту.
Также в передаче существовала рубрика «Контрольное задание» (до 2007 года она называлась «Посторонним вход воспрещён»). В этой рубрике звёзды шоу-бизнеса наблюдали процесс промышленного производства испытуемого товара.
На момент закрытия передача подразделялась на рубрики:
- «Цена и качество» — телеведущие за кадром рассказывали о том, как правильно выбирать товар.
- «Вкусные советы» — повара, врачи-диетологи или звёзды шоу-бизнеса давали советы для приготовления продукта.
- «Контрольный рейд» — корреспондент передачи (ранее один из ведущих) проверял супермаркеты на наличие каких-либо административных нарушений.
- «Горячая линия» — телезрители передачи обращались за помощью в неё, если купили некачественный товар, за который им отказываются возвращать деньги.
- «Ценная информация» — телеведущие брали советы в гостях у профессионалов.
- «Кстати!» — короткие анимационные ролики, иллюстрировавшие факты о товарах.
- «Тест-драйв» — рассказ о выборе нужного продукта, не связанного с дегустируемым в программе товаром.

## Похожая передача и судебный иск
Передача с таким же форматом выходила на канале «Домашний» с 4 февраля по 22 августа 2008 года под названием «Всё под контролем» (название передачи дано из одноимённой рубрики), производилась она ушедшим с «Первого канала» Сергеем Кальварским и его компанией «Сохо Медиа», создававшей телепередачи для каналов СТС Медиа. Первоначально передача также называлась «Контрольная закупка» и копировала практически всё визуальное и частично музыкальное оформление оригинальной передачи, но с несколько иной цветовой гаммой. Ведущими были Татьяна Плотникова и Вадим Тихомиров. 20 июня 2016 года ООО «Красный квадрат» подало в суд иск к АО «Сеть телевизионных станций» (юридическое лицо телеканала СТС). Согласно определению суда, «Красный квадрат» требовал досрочного прекращения правовой охраны товарных знаков № 349949 и № 366964 «Контрольная закупка», закреплённых за «Сетью телевизионных станций». Комментируя ситуацию, пресс-служба «СТС Медиа» сообщила, что "в настоящее время мы находимся в процессе передачи полного объёма прав на торговую марку «Контрольная закупка» «Первому каналу»", а также, что «никакого спора по данному вопросу нет, мы удивлены самим фактом иска». После этого 7 июля 2016 года в суд неожиданно поступило заявление об отказе от данных исковых требований, подписанное генеральным директором ООО «Красный квадрат» Алексеем Кисиным, и производство по делу № СИП-378/2016 было прекращено.